# 迟维城
迟维城，正白旗汉军人，是一名清朝政治人物。
迟维城曾于康熙三十五年接替王纪任福州府知府一职，康熙三十九年由顾焯接任。